# 魯氏仿䲁
魯氏仿䲁（學名：Mimoblennius rusi），又稱流蘇擬䲁，為輻鰭魚綱鳚形目䲁科仿䲁屬的一種，分布於西印度洋南非納塔爾至模里西斯、葛摩海域，深度0至3公尺，本魚體延長，稍側扁，頭頂無冠膜，眼上、鼻孔及頸背有觸鬚，體灰白色，在頭部與身體上有暗色邊緣，體側有時有暗色條紋，背鰭硬棘12-13枚、背鰭軟條17-18枚、臀鰭硬棘2枚、臀鰭軟條20-21枚，體長可達4公分，棲息在潮間帶的潮池，雌魚產附著性卵，雄魚有護卵行為，幼魚為浮游性，生活習性不明。